# ساوت پارک
ساوت پارک (به انگلیسی: South Park) به معنی پارک جنوب، مجموعه طنز پویانمایی آمریکایی است که از سال ۱۹۹۷ توسط کمدی سنترال توزیع می‌شود. داستان مجموعه حول چند دانش‌آموز در یک شهر دورافتاده ایالت کلورادو به نام ساوت پارک می‌گذرد. این مجموعه به خاطر نقیضه‌هایش از وقایع روز معروف است. تری پارکر و مت استون تهیه‌کنندگان اصلی مجموعه هستند. تاکنون ۲۵ فصل از این مجموعه پخش شده‌است. موضوع اصلی این سریال موضوعات سیاسی و مذهبی و اجتماعی و فرهنگی روز آمریکا است. این سریال با وجود ظاهر کودکانه اش در واقع مخصوص بزرگسالان است و صحنه‌های حاوی خشونت یا پورنوگرافی زیادی در آن وجود دارد که به هیچ وجه مناسب کودکان و نوجوانان نیست.

## شخصیت‌های اصلی داستان

سکانس اول هر قسمت که به طنز می‌گوید: "همه شخصیت‌هایی که در این سریال هستند، حتی آنهایی که بر اساس شخصیت‌های حقیقی ساخته شده‌اند، همه خیالی هستند و صدای تمام افرادی که در این سریال استفاده شده به صورت خیلی ضعیفی صداگذاری شده‌اند. این برنامه حاوی فحاشی‌هایی است که نباید توسط همه دیده شود."

### استن مارش
استن یا استنلی مارش، شاید قهرمان اصلی داستان است. او خوش‌قیافه‌است و باهوش و البته کمی با احساس ولی منطقی. بهترین دوست استن، کایل نام دارد.

### کایل برولوفسکی
کایل بهترین دوست استن است. خانواده کایل یهودی هستند ولی خود او مذهبی نیست. او نیز مانند استن، باهوش و بااحساس است. او از اریک کارتمن متنفر است چون او را همیشه به خاطر قومیتش تحقیر و مسخره می‌کند. کایل یک برادرخوانده کوچک‌تر کانادایی به نام آیک نیز دارد.

### اریک کارتمن
همکلاسی چاق استن و کایل است. ۴۵ کیلو وزن دارد، هرچند خودش معتقد است، فقط استخوان درشت (big bone) است. اریک (با نام خانوادگی کارتمن) مبتکر، بلند پرواز، بددهن، و یک نژادپرست واقعی است. کارتمن همیشه بقیه را به خاطر کمبودهایشان مسخره می‌کند. کارتمن یک عروسک قورباغه به نام «کلاید فراگ» دارد که علاقه بسیار زیادی به آن دارد.

### کنی مک‌کورمیک
کنی مک‌کورمیک همکلاسی استن و کایل است که همراه با کارتمن چهار دوست سریال را تشکیل می‌دهد. کنی در یک خانواده فقیر زندگی می‌کند و از آنجایی که زیپِ کاپشن کلاه‌دار او تمام بدنش و حتی دهن وی را نیز پوشانده، به سختی می‌توان حرف‌های او را فهمید. در پنج فصل اول سریال، کنی در پایان هر اپیزود کشته می‌شود و سپس در قسمت بعدی مجدداً ظاهر می‌شود، انگار نه انگار که اتفاقی افتاده باشد. سازندگان ساوت پارک معتقدند به دلیل آن که کنی در یک خانواده فقیر زندگی می‌کند، کشته می‌شود.

## شخصیت‌های فرعی داستان
از شخصیت‌های فرعی که در اکثر قسمت‌ها هستند می‌توان به باتر استاچ و هربرت گریسون و شف (سر آشپز) و ویندی تسته برگر (دوست دختر استن مارش) و پیپ (کاراکتر بریتانیایی) و خانم چوکساندیک (معلم دبستان) و بی بی (دانش آموز) و مستر هنکی (مدفوع کریسمس) و تاولی (حوله هوشمند و معتاد که به بچه‌ها مواد مخدر تعارف می‌کند) و جیمی والمر (کودک معلول) و مستر مکی (مشاور مدرسه) و شیطان و خدا و عیسای مسیح و بودا و بیگ گی ال و مستر اسلیو، اسکات ملکیبسون (کودکی که دیابت دارد) و توکن (کودک پولدار سیاه‌پوست) و آفیسر باربریدی و غیره اشاره کرد.

## نحوه تولید
به غیر از قسمت پایلت که از کات اوت استفاده شد و ساختش سه ماه طول کشید، بقیه قسمت‌های این مجموعه تلویزیونی، با نرم‌افزارهای کامپیوتری ساخته شده‌اند.

اکنون با پیشرفت تکنولوژی و افزوده شدن نیروی کار در استیدیوی ساوت پارک، ساخت هر قسمت تقریباً یک هفته طول می‌کشد.

## نحوه پخش
سریال تلویزیونی ساوت پارک در ۱۹ کشور دنیا و توسط ۵۵ شبکه تلویزیونی پخش شد.

## دیدگاه‌های اصلی سریال
در این سریال به انتقاد تند و بی پرده افراد، مذاهب و شخصیت‌های دنیای واقعی و ملیت‌ها و سازمان‌ها می‌پردازد از این جمله می‌توان به موارد زیر اشاره کرد:

### اعتقادات مذهبی

#### دیناسلام

محمد در قسمت Super Best Friends

قسمت ۳ از فصل ۱۰، هربرت گریسون دلایل عصبانیت مسلمانان از نمایش تصاویر محمد را به صورت زیر بیان می‌کند 'مسلمانان نمی‌توانند قبل از ازدواج سکس داشته باشند و خودارضایی نیز به صورت روشن در اسلام منع شده و مسلمانان در شن زندگی می‌کنند، فرض کنید مسلمانی عصر به خانه می‌آید و در چشم‌ها و احتمالاً در کپل خود شن رفته و تلویزیون را روشن می‌کنند و می‌بینند که کشوری که می‌تواند سکس داشته باشد و خود ارضایی کنند، پیامبر آن‌ها را مسخره می‌کند و عصبانی می‌شوند '. البته اریک کارتمن در ادامه می‌گوید که این تعریف نژاد پرستانه است.

در قسمت ۴ از فصل ۱۱ به نام اسنوک که اقتباسی از سریال ۲۴ است، اریک کارتمن دلیل نجات آمریکا از اشغال را شک کردن به مسلمانان بیان می‌کند.

#### دینمورمن
در قسمت ۱۲ فصل ۷ از این سریال به‌طور مشخص هواداران دین مورمن را افرادی ساده لوح می‌خواند و در حین نقل داستان جوزف اسمیت از واژه دامب(dumb)به معنی کند ذهن، بارها و بارها و به صورت ریتمیک استفاده می‌کند.

#### مکتبساینتولوژی
در قسمت ۱۲ از فصل ۹ از این سریال، رهبران این مکتب را مستقیماً کلاه‌بردار می‌خواند که در مقیاس بین‌المللی کلاه‌برداری می‌کنند.

همین قسمت باعث شد که آیزاک هیز که در نقش صدای سرآشپز، با این مجموعه تلویزیونی همکاری می‌کرد و به این مکتب تعلق دارد، با این مجموعه قطع همکاری کند.
در قسمت اول فصل ۱۰، دیگر پیروان این مکتب را افرادی بی‌لیاقت توصیف می‌کند که کاری جز تجاوز به کودکان و شستشوی ذهنی مردم، ندارند.

#### مذهببودایی
قسمت ۱۳ فصل ۲، مجسمه‌ای چوبی مانندی از گاو که بسیار شبیه مجسمه بودا است را نشان داده و گاوها به پرستش این مجسمه می‌پردازند.

در قسمت ۲۰۰ این سریال بودا را در حال مصرف مواد مخدر نمایش می‌دهد.

#### کلیسای کاتولیک
در قسمت ۸ فصل ۶، از این سریال کشیش‌های مکتب کاتولیک را افرادی که به جای داشتن روابط جنسی با زنان، با کودکان رابطه جنسی برقرار می‌کنند معرفی می‌کند.
در قسمت ۴ فصل ۵ این سریال، معجزات مسیح را گونه‌ای شعبده بازی برای افراد ساده لوح توصیف می‌کند که دیگر در این زمان کسی را تحت تأثیر قرار نمی‌دهد.

قسمت ۹ از فصل ۷، موسیقی مذهبی مسیحی را به گونه واضحی، بدرد نخورترین و آسانترین موسیقی دنیا که در آن فقط به دوست داشتن مسیح اشاره می‌شود، بیان می‌کند.

در قسمت ۲۰۰ این سریال مسیح را به دیدن پورنوگرافی اینترنتی محکوم می‌کند.

#### خدا
در قسمت ۱۶ فصل ۳، خدا را برای اولین بار، به صورت موجودی که ترکیبی از حیواناتی مانند مار و اسب آبی و گربه است نمایش داده می‌شود.

#### یهودیها
قسمت چهارم از فصل ۷، یهودی‌ها را کنترل‌کننده تمام رسانه‌ها در دنیا می‌خواند که حشره می‌خورند.

#### هیپیها
هیپی همان کولی‌ها هستند. در طول سریال اریک کارتمن بارها تکرار کرده که از هیپی‌ها متنفر است. در قسمت ۲ فصل ۹ اریک کارتمن همواره در حال جلوگیری از ورود هیپی‌ها به شهر و سعی در زندانی کردن آن‌ها در زیرزمین خانه‌اش است. در طول این قسمت هیپی‌ها را آدم‌هایی که فقط دور هم جمع می‌شوند، گیتار می‌زنند و سیگار می‌کشند به تصویر می‌کشند که می‌خواهند با این کارهایشان زمین را سالم نگه دارند. در طول این سریال واژه هیپی به عنوان یک ناسزا نیز به کار می‌رود.

### شخصیت‌ها
شخصیت‌های مشهوری که در این سریال تلویزیونی مشاهده شده‌اند بسیار زیادند و از صدها نفر تجاوز می‌کند که برخی از آن‌ها مثل ریچارد داوکینز و فیدل کاسترو مورد تمسخر و توهین شدید واقع نشده‌اند و در لیست زیر از ذکر نام آن‌ها خودداری شده‌است:

#### باراک اوباما
در فصل ۱۲ قسمت ۱۲، باراک اوباما را مستقیماً فردی دزد که فقط برای سرقت، رئیس‌جمهور شده، می‌نامد.

#### هیلاری کلینتون
قسمت ۴ از فصل ۱۱، دربارهٔ بمبی است که در مهبل هیلاری کلینتون مخفی شده. همچنین بیشتر فصل بیستم نیز، هیلاری کلینتون را رقیب اصلی هربرت گریسون در انتخابات معرفی می‌کند.

#### جرج دبلیو بوش
جیمی والمر در قسمت ۳ فصل ۵، جرج دبلیو بوش را فردی عقب افتاده ذهنی خطاب می‌کند.

#### الگور
در قسمت ۶ از فصل ۱۰، الگور را برای اولین بار، شخصیتی متوهم معرفی می‌کند که به دنبال جلب توجه دیگران است و دوستی ندارد.

#### راسل کرو
قسمت ۵ از فصل ۶، بیشتر دربارهٔ راسل کرو است که وی به نقاط مختلف دنیا سفر می‌کند و با هر کس که وی را می‌شناسد به زد و خورد می‌پردازد.

راسل کرو در مصاحبه‌ای تلویزیونی دربارهٔ این قسمت از ساوت پارک گفت 'این قسمت از ساوت پارک تا حدی درست می‌گوید، من در روستایی کوچک در نیوزلند به دنیا آمده‌ام و اکنون در نیویورک با شما مصاحبه می‌کنم، همین خودش یک جنگ بزرگ برای من بود'.

#### اپرا وینفری
در قسمت ۵ از فصل ۱۰، دربارهٔ اپرا وینفری است که کپل و مهبل وی به دلیل بیکاری، گروگانگیری می‌کنند و کشته می‌شوند.

اپرا وینفری در این قسمت بارها گاو چاق خطاب می‌شود.

#### تام کروز
در قسمت ۱۲ فصل ۹ به نام زندانی شده در کمد، وی را فردی دارای اخلاق بچه گانه و ساده لوح معرفی می‌کند.

#### آنجلینا جولی
قسمت ۳ از فصل ۱۱، فرج آنجلینا جولی را محل امنی برای زندگی شپش‌ها نشان می‌دهد.

#### مایکل جکسون
در قسمت ۸ از فصل ۱۳ و قسمت ۷ از فصل ۸، مایکل جکسون را فردی بی مسئولیت که آرزوی بچه شدن را دارد معرفی می‌کند و حتی بعد از مرگ وی را مورد تمسخر قرار می‌دهد.

#### سارا جسیکا پارکر
در قسمت ۲ از فصل ۱۴، سارا جسیکا پارکر را به‌طور مستقیم، 'زشت'، 'الاغی که لباس پوشیده' و' [[گوزن]]' خطاب می‌کند و در آخر این قسمت وی را می‌کشد.
متیو برودریک، همسر جسیکا، از این قسمت از ساوت پارک انتقاد کرده.

#### بن افلک
قسمت ۱۰ از فصل ۵ به نام چگونه با کپل خود غذا بخوریم، بن افلک را شخصی می‌خواند که جای صورت و کپلش با هم جابه‌جا شده‌است و اسم واقعیش تامی است.

#### سالی استرادر
قسمت ۹ از فصل اول، سالی استرادر که به فعالیت‌های انسان دوستانه برای جمع‌آوری کمک‌های غذایی برای گرسنگان اتیوپیایی می‌پرداخته، به دزدی از کمک‌های مردم متهم می‌کند و اضافه وزن او را به‌طور مشخص مورد تمسخر قرار می‌دهد.

سالی استرادر به‌طور غیر مستقیم از این عمل ساوت پارک شکایت کرده.

#### جسی جکسون
قسمت اول فصل ۱۱، جسی جکسون که فعال اجتماعی است را فردی مغرور نمایش می‌دهد که تصور می‌کند پادشاه سیاه پوستان است.

#### پاریس هیلتون
به جرات می‌توان گفت پاریس هیلتون یکی از شخصیت‌هایی بود که در مجموعه ساوت پارک، بیشتر از بقیه افراد مشهور، مورد تمسخر و توهین قرار گرفت.
قسمت ۱۲ از فصل ۸، به‌طور مستقیم پاریس هیلتون را فاحشه و احمق خطاب می‌کند که جز فاحشگی کاری بلد نیست و در آخرین صحنه وارد کپل مستر اسلیو می‌شود.

در این قسمت و در دیالوگی، کریستینا آگیلرا و بریتنی اسپیرز را هم احمق و لوس و تن‌فروش می‌خواند.
نام این قسمت استوپید اسپویلد هور (به انگلیسی: stupid spoiled whore) به معنی فاحشه احمق لوس است که کنایه‌ای است به پاریس هیلتون.

#### بونو
در قسمت ۹ فصل ۱۱، آهنگ‌های بونو، خواننده گروه یوتو را به‌طور مشخص مدفوع وی معرفی می‌کند و در پایان قسمت می‌گوید که بونو هم از مدفوع ساخته شده.

#### استیوی نیکس
در قسمت ۹ از فصل ۵، استیوی نیکس را به حدی بدقیافه نشان می‌دهد که همه یک بز را با او اشتباه می‌گیرند.

#### جان ادوارد
قسمت ۱۵ از فصل ۶، جان ادوارد که در تلویزیون آمریکا برنامه‌ای دربارهٔ ارتباط با ارواح دارد را به‌طور مستقیم بزرگترین مدفوع هستی می‌خواند.

#### راب راینر
قسمت ۱۳ فصل ۷، راب راینر که بزرگترین شخصیت مشهوری است که بر ضد دخانیات فعالیت می‌کند را شخصیتی خودخواه که می‌خواهد نظر شخصی خود را با دروغ به جامعه تحمیل کند، معرفی می‌کند.

#### کانیه وست
در قسمت ۵ از فصل ۱۳، کانیه وست یک شخصیت کند ذهن نمایش داده می‌شود که شوخی‌های عمومی را متوجه نمی‌شود و بعد از واکنش کانیه، ساوت پارک در قسمتی به نام هابیت‌ها، وی را دوباره به خاطر ازدواج با کیم کارداشیان مورد تمسخر قرار می‌دهد.

کانیه دربارهٔ قسمت ۵ از فصل ۱۳ گفته بود که این سریال به شدت به اعتماد نفس من ضربه زد ولی خنده دار بود.

#### کیم کارداشیان
قسمت ۱۰ فصل ۱۷، به‌طور مستقیم کیم کارداشیان را کوتوله ای زشت معرفی می‌کند که با نرم‌افزارهای ویرایش، تصاویر خور را زیبا می‌کند و آرزو دارد که روزی مانند بیانسه شود ولی وی توان هیچ کاری را ندارد.

در قسمتی به نام اسکروتی مک بوگربال، که از کلمات اسکروتم (به معنی پوشش بیضه) و بوگربال (به معنی ترشحات خشک شده بینی) تشکیل شده، همه خانواده کارداشیان را در مقابل دوربین می‌کشد.

کیم کارداشیان دربارهٔ قسمت هابیت‌ها گفته که این سریال خنده دار نیست و خوشحالم که فرزند من را مورد تمسخر قرار نداده‌اند.

#### باربارا استرایسند
بدون شک بیشترین توهین مجموعه تاکنون مربوط به بابارا استرایسند است.
در قسمت ۱۲ از فصل ۱، به صورت مستقیم وی را بسیار بدقیافه و بدصدا معرفی می‌کند و در دیالوگی، استن او را فردی ۹۰ ساله معرفی می‌کند که آرزو دارد ۴۰ ساله باشد.
اما توهین‌ها به این تنها ختم نمی‌شود. وی در کل قسمت، در حال گشتن برای یک الماس سه گوش است تا بتواند خود را به «استرایسند مکانیکی» تبدیل کند، که موفق نیز می‌شود، اما رابرت اسمیت با ضربه‌ای محکم به نقطه حساس وی یعنی دماغش (که این نیز کنایه‌ای به دماغ بزرگ باربارا استاریسند دارد)، او را نابود می‌کند.

#### جنیفر لوپز
در طول این سریال جنیفر لوپز بارها نماش داده می‌شود که از وی به عنوان فردی خودخواه که معنی دو کلمه مردم و خوبی کردن را نمی‌داند و با صفات تحقیر مکزیکی‌ها همچون تاکو بندر، خطاب می‌شود.

### ملیت‌ها

#### مکزیکیها
در طول این سریال، مکزیکی‌ها را افرادی زحمتکش معرفی می‌کند که هدف تمایلات نژاد پرستانه کاراکترها قرار می‌گیرند.

در قسمت ۱۱ فصل ۴، مکزیک را بدتر از جهنم معرفی می‌کند که در آن همه اسپانیایی صحبت می‌کنند و آب در آن وجود دارد ولی اگر آب آن را بنوشی تا هفت روز خون ادرار می‌کنی.

#### ایرانی‌ها
در فصل ۶ قسمت ۱۱، که اقتباسی از فیلم ۳۰۰ است، ظاهر ایرانی‌ها را افرادی که ژل حالت دهنده موی زیادی به سر خود می‌زنند و گردن بندهای بزرگ به گردن خود می‌آویزند و پیراهن‌های رنگی می‌پوشند، معرفی می‌کنند.
در یک دیالوگ در این قسمت می‌گوید که ایرانی‌ها به گونه‌ای خود را می‌آرایند که فقط یک ایرانی تصور می‌کند جالب است.

#### عربها
در اکثر قسمت‌های ساوت پارک از جمله قسمت ۱۱ فصل ۱۱و قسمت ۱۷ از فصل ۶، عرب‌ها و ساکنین خاورمیانه را افرادی که تمایلات تروریستی دارند نمایش می‌دهد.

#### کاستاریکایی‌ها
در قسمت اول فصل ۳ که جنیفر آنیستون در نقش صدای معلم ایفای نقش می‌کند، کاستاریکا را کشوری عقب افتاده که مملو از فاحشهها است، معرفی می‌کند.

این قسمت باعث خشم مقامات کاستاریکا شد.

#### روسها
روس‌ها در قسمتی به نام ویلزیاک، افرادی ورشکسته نمایش می‌دهد که کشور خود را با فرستادن آمریکایی‌های پولدار به فضا، اداره می‌کنند.

#### کانادایی‌ها
در طول این سریال، کانادایی‌ها را به گونه مشخصی هدف طنز قرار می‌دهد که دارای صورت‌های متفاوت و زاویه دار هستند که در اکثر موارد آمریکایی‌ها تصور می‌کنند نوعی بیماری دارند.
محصولات کانادایی از جمله سریالی که کودکان این سریال مشاهده می‌کنند به نام ترنس و فلیپ، پر از شوخی‌های زننده که محور آن‌ها باد شکم است، نمایش داده می‌شود.

در قسمتی به نام کریسمس در کانادا به‌طور مشخص کانادایی‌ها را افرادی عجیب و غریب، نشان می‌دهد که نخست‌وزیر آن‌ها صدام حسین است.

قسمت کانادا در اعتصاب، کانادا را جایی سرد معرفی می‌کند که کسی توجهی به آن نمی‌کند و نمی‌داند کجا است و می‌شود کانادایی‌ها را با دانمارکیها عوض کرد زیرا آن‌ها هم دارای این مشخصات هستند.

#### ژاپنیها
در قسمت ۱۰ فصل ۳، ژاپنی‌ها را افرادی معرفی می‌کند که با محصولات خود از جمله اسباب بازی‌ها و فیلم‌های خود می‌خواهند ذهن آمریکایی‌ها را شستشو دهند.

قسمت ۱۱ از فصل ۱۳، ژاپنی‌ها را افراد ساده لوحی معرفی می‌کند که هر چه آمریکایی‌ها می‌گویند باور می‌کنند و والها و دلفینها را به گونه وحشیانه‌ای می‌کشند.

#### ایتالیاییها
قسمت ۱۴ از فصل ۱۳، ایتالیایی‌ها به خصوص ونیزی‌ها را افرادی که در ادرار زندگی می‌کنند در ادرار عاشق می‌شوند و در ادرار آواز می‌خوانند، معرفی می‌کند.

### سازمان‌ها و نهادها

#### پتا
قسمت ۸ از فصل ۸، پتا که سازمان حمایت از حقوق حیوانات است را به بر قراری رابطه جنسی با حیوانات و بچه دار شدن از آن‌ها متهم می‌کند.

#### وال مارت
قسمت ۸ از فصل ۸، فروشگاه‌های زنجیره‌ای وال مارت را به از بین بردن مشاغل کوچک متهم می‌کند.

#### والت دیزنی
در فصل ۱۳ قسمت اول، والت دیزنی را به فروختن سکس به کودکان و نوجوانان متهم می‌کند.

#### پارامونت پیکچرز
قسمت ۵ از فصل ۸، مدیران پارامونت پیکچرز را به کودن بودن و سکس محور بودن تفکرات متهم می‌کند که برای هر ایده احمقانه‌ای فیلم می‌سازند و ایده‌های یک کودک ۸ ساله از ایده‌های آن‌ها بهتر است.

#### فیس بوک
قسمت ۴ از فصل ۱۷، فیس بوک را سایتی معرفی می‌کند که ببیشتر باعث تنهایی و اختلاف می‌شود و وقت مردم را تلف می‌کند و مفهوم دوستی را به شکل غیرمعمولی تغییر داده.

#### یوتیوب
قسمت ۴ فصل ۱۲، یوتیوب را به محلی برای نمایش افراد عجیب و غریب به عنوان ستاره در ویدیوهای خود متهم می‌کند.

در این قسمت مسئله پول مجازی یو تیوب را نیز مورد تمسخر قرار می‌دهد.

#### مرد خانواده
در مجموعه دوقسمتی جنگ کارتون‌ها، نویسنده‌های سریال کارتونی مرد خانواده را به شکل گاو دریایی نمایش می‌دهد.

این قسمت باعث خشم نویسندگان مرد خانواده شد و نویسندگان این سریال در پاسخ گفتند 'ساوت پارک همه گونه توهینی به ملت آمریکا با نمایش مدفوع کردن جرج بوش بر مردم و پرچم آمریکا و مدفوع کردن مسیح بر هر سه آنها، به ملت آمریکا می‌کند و این در حالی که خود را قهرمان ملت آمریکا می‌خواند. ما قصد انتقام‌گیری از ساوت پارک را نداریم چون این کار سخت است!'.

#### تولی
تولی (Towelie) یکی از شخصیت ها در یکی از قسمت ها در حال کشیدن ماری‌جوآنا با بانگ است.

## بحث و مشاجره

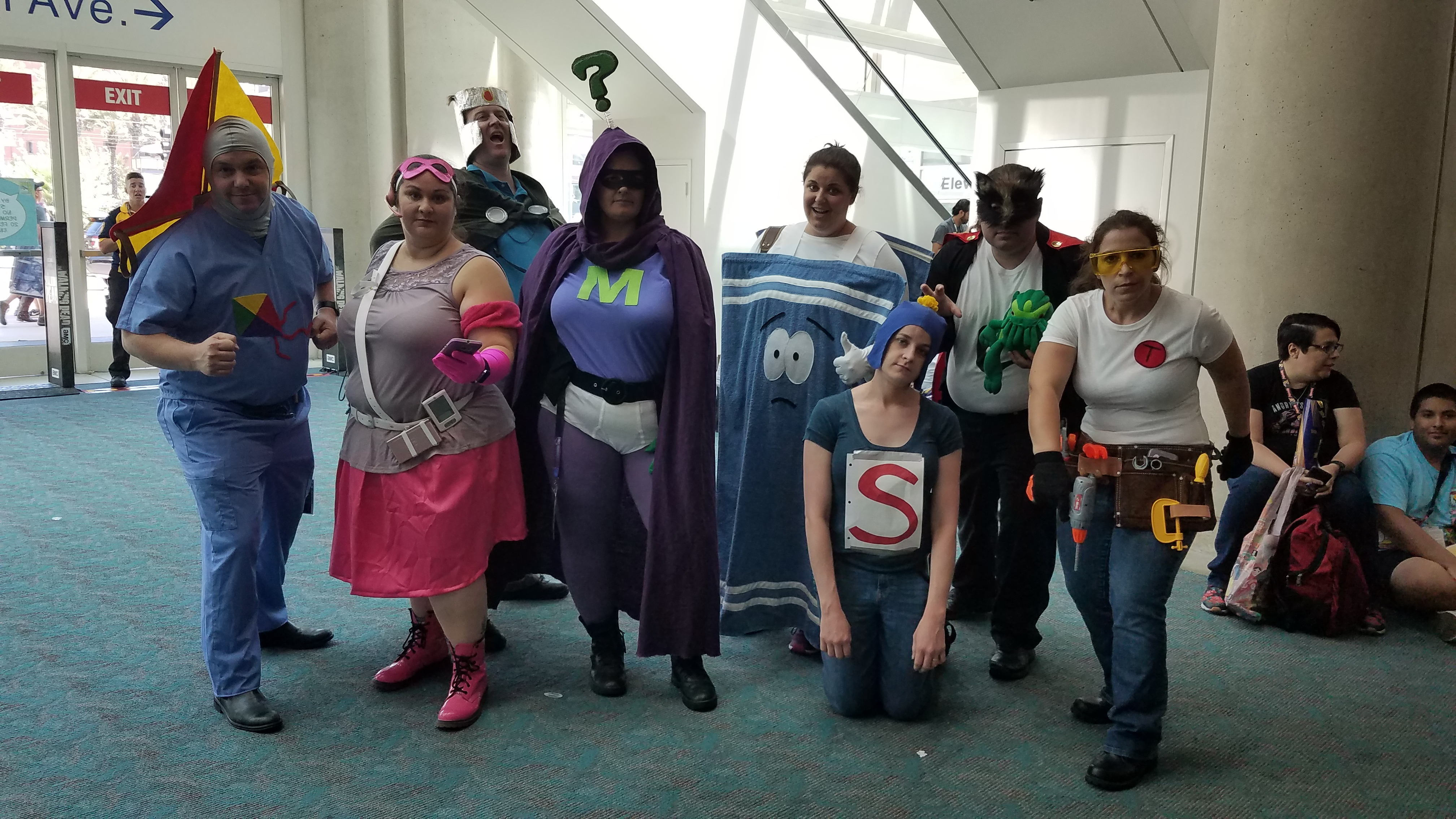
کازپلیرهای ساوت پارک

بیشتر قسمت‌های ساوت پارک، به دلیل انتقادهای مستقیم و به‌کارگیری از شخصیت‌های بحث‌برانگیز و مهم و توهین بی پرده و صریح و هجوآمیز، مورد توجه رسانه‌ها، افراد و حتی دولت‌ها بوده‌است که به برخی از آن‌ها را در زیر اشاره می‌شود:

### قسمت دویستم سریال
قسمت دویستم سریال به دلیل تصورسازی محمد، پیامبر مسلمانان، منجر به مشاجره شد. مسلمانان تندرو وابسته به سازمان «مسلمان انقلاب» (به انگلیسی: Revolution Muslim) که مقر آن در نیویورک است خالقان ساوت پارک را تهدید به مرگ کردند: «سرنوشت آن‌ها به خاطر پخش این نمایش احتمالاً همچون تئو ون گوگ خواهد شد». تئو ون گوگ فیلم‌سازی بود که در سال ۲۰۰۴ به دلیل ساخت مستندی کوتاه دربارهٔ خشونت علیه زنان در جوامع اسلامی توسط مسلمانان تندرو به قتل رسید.
به دلیل تهدیدهای صورت گرفته، کمدی سنترال، به سطح گسترده‌ای قسمت دویست و یکم را سانسور کرده و علاوه بر سانسور تصویر محمد، به جای کلمه محمد و بخشی از گفتگوی کاراکترها، صدای بیپ یا سوت پخش کرد که این کار باعث ناراحتی تماشاگران این شبکه تلویزیونی شد و بر طبق نظر سنجی مؤسسه زاگبی اینترنشنال ۷۱ درصد بینندگان مخالف این سانسور بودند.

#### متن سانسور شده ساوت پارک در قسمت ۲۰۱
متن سانسور شده ساوت پارک در قسمت ۲۰۱ که بعدها منتشر شد، این‌گونه بود:

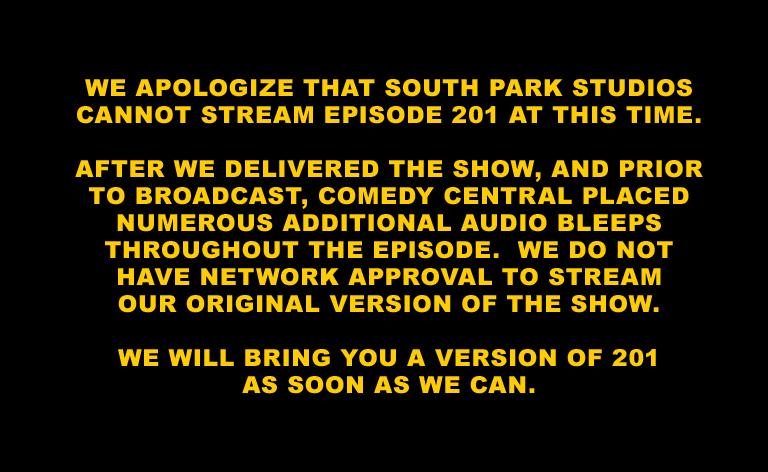
عذر خواهی ساوت پارک استیدیو برای عدم پخش قسمت ۲۰۱

Kyle: That's because there is no goo, Mr. Cruise. You see, I learned something today. Throughout this whole ordeal, we've all wanted to show things that we weren't allowed to show, but it wasn't because of some magic goo. It was because of the magical power of threatening people with violence. That's obviously the only true power. If there's anything we've all learned, it's that terrorizing people works.
Jesus: That's right. Don't you see, gingers, if you don't want to be made fun of anymore, all you need are guns and bombs to get people to stop.
Santa: That's right, friends. All you need to do is instill fear and be willing to hurt people and you can get whatever you want. The only true power is violence.

#### ترجمه معنایی
کایل: به خاطر این است که جوهری (ماده‌ای که درون هر انسانی است و شخصیت وی را می‌سازد) وجود ندارد، آقای کروز. من امروز مطلبی آموختم. در طول این تلاش‌ها ما می‌خواهیم مطالبی را نمایش دهیم که مجاز به نمایش آن‌ها نیستیم و این به خاطر جوهر جادویی نیست به خاطر قدرت تحدید انسان‌ها به خشونت است که در واقع قدرت اصلی می‌باشد. اگر همه ما مطلبی یادگرفتیم، آن این است که ترساندن مردم کارساز است.

مسیح: درست است، آیا شما متوجه نشدید، مو قرمزها، که اگر می‌خواهید مسخره نشوید، به تفنگ و بمب احتیاج دارید.
بابا نوئل: درست می‌گویی، تنها چیزی که نیاز دارید ترس مردم از صدمه زدن شما به آنهاست، در این صورت هرچه بخواهید بدست می‌آورید. تنها قدرت واقعی خشونت است.